# M15 (Mashreq)
De M15 is een primaire noord-zuidroute in het Internationaal wegennetwerk van de Arabische Mashreq, die de steden Aleppo en Ramadi met elkaar verbindt. De weg begint in Aleppo en loopt daarna via Deir ez-Zor en Abu Kamal naar Ramadi. Daarbij voert de weg door twee landen, namelijk Syrië en Irak.

## Nationale wegnummers
De M15 loopt over de volgende nationale wegnummers, van noord naar zuid:
| Nummer | Tracé          |
| Syrië  | Syrië          |
| ------ | -------------- |
| 4      | Aleppo - Irak  |
| Irak   |                |
| 12     | Syrië - Ramadi |

M5 · 
M7 · 
M9 · 
M10 · 
M15 · 
M20 · 
M25 · 
M30 · 
M35 · 
M40 · 
M45 · 
M47 · 
M50 · 
M51 · 
M55 · 
M60 · 
M65 · 
M67 · 
M70 · 
M75 · 
M80 · 
M90 · 
M100